# مقصدهای پروازی الملکیه الاردنیه
مقصدهای پروازی الملکیه الاردنیه به شرح زیر است:

## فهرست
| [Hub] | قطب              |
|       | فصلی             |
|       | مسافر+بار        |
|       | فقط بار          |
|       | مسیرهای آتی      |
|       | مسیرهای متوقف‌شده |